# BIGHIT MUSIC
BIGHIT MUSIC（ビッグヒット・ミュージック、朝: 빅히트 뮤직）は、韓国の芸能事務所。HYBE LABELS子会社。
前身会社はBig Hit Entertainment（ビッグ・ヒット・エンターテインメント、朝: 빅히트 엔터테인먼트）。

## 沿革

### 2005年 - 2021年: Big Hit Entertainment

Big Hit Entertainmentのロゴ。キャッチコピーは「Music and Artist for Healing」

2005年2月1日、パン・シヒョクによって「Big Hit Entertainment」として設立。

### 2021年 - 現在: BIGHIT MUSIC
2021年3月31日、Big Hit Entertainmentが「HYBE」へと社名を変更。同時に、「Big Hit」のアイデンティティを残す形で、音楽制作、アーティストマネジメント、ファンコミュニケーションの分野で独立した新レーベル「BIGHIT MUSIC」が設立された。これに伴って、Big Hit Entertainmentに所属していたアーティストは、BIGHIT MUSIC所属となった。
2021年4月1日，HYBEの理事会決議を通じて、従来のBig Hitエンターテインメントのレーベル事業部門「BIGHIT MUSIC」を単純物的分割し、会社を新設すると公表。
2021年7月1日、会社設立。
2025年8月18日、5人組男性アイドルグループ「CORTIS」を輩出予定。

## 所属

### アーティスト
- BTS（2013年6月13日 - ）
  - RM、JIN、SUGA、J-HOPE、JIMIN、V、JUNG KOOK
- TOMORROW X TOGETHER（2019年3月4日 - ）
  - スビン、ヨンジュン、ボムギュ、テヒョン、ヒュニンカイ
- CORTIS（2025年8月18日 - ）
  - ジェームス、マーティン、ジュフン、ソンヒョン、ゴンホ
- イ・ヒョン（2007年 - ）

### プロデューサー
- "hitman" bang
- Slow Rabbit[7]
- Pdogg[8]
- Supreme Boi[9]
- Docskim
- EL CAPITXN
- Hissnoise

### 振付師
- Son Sung-deuk[8]
- Kim Su-bin
- David DH. Park

## 過去所属

### アーティスト
- K.Will（2006年 - 2007年）
- 8eight（2007年 - 2014年、2009年からSOURCE MUSICとの共同契約）
  - イ・ヒョン、ジュヒ、ペク・チャン
- 2AM（2010年 - 2014年、JYPエンターテインメントとの共同契約）
  - チョ・グォン、チャンミン、スロン、ジヌン
- HOMME (2010年 - 2018年)
  - イ・ヒョン、イ・チャンミン
- イム・ジョンヒ（2012年 - 2015年）
- GLAM（2012年 - 2015年、SOURCE MUSICとの共同契約）
  - パク・チヨン、ジニ、ダヒ、ミソ

### プロデューサー
- Adora（2016年 - 2020年）